# Horcotes
Horcotes là một chi nhện trong họ Linyphiidae.